# Орлін Станойчев
Орлін Станойчев (нар. 24 вересня 1971) — колишній болгарський тенісист.
Найвищу одиночну позицію світового рейтингу — 96 місце досяг 24 квітня 2000, парну — 154 місце — 10 червня 2002 року.
Здобув 4 одиночні та 5 парних титулів.
Найвищим досягненням на турнірах Великого шолома було 2 коло в одиночному розряді.
Завершив кар'єру 2002 року.

## Рейтинг на кінець року
| Рік              | 1991 | 1992 | 1993 | 1994 | 1995 | 1996 | 1997 | 1998 | 1999 | 2000 | 2001 | 2002 | 2003 | 2004 | 2005 | 2006 |
| Одиночний розряд | 995  | 764  | 720  | 555  | 195  | 122  | 167  | 121  | 114  | 149  | 268  | 462  | -    | -    | -    | -    |
| Парний розряд    | -    | 960  | 557  | 519  | 377  | 279  | 503  | 279  | 725  | 196  | 225  | 234  | 1698 | -    | -    | 1257 |

## Фінали челленджерів і ф'ючерсів

### Одиночний розряд: 12 (5–7)
| Легенда (одиночний розряд) |
| -------------------------- |
| Тур ATP Челленджер (4–7)   |
| ITF Ф'ючерс (1–0)          |

| Титули за покриттям |
| ------------------- |
| Тверде (2–1)        |
| Ґрунт (3–6)         |
| Трава (1–0)         |
| Килим (0–0)         |

| Результат | В-П | Дата     | Турнір                  | Рівень     | Покриття   | Суперник          | Рахунок       |
| --------- | --- | -------- | ----------------------- | ---------- | ---------- | ----------------- | ------------- |
| Поразка   | 0–1 | Вер 1996 | Альпірсбах, Німеччина   | Челленджер | Ґрунт      | Магнус Норман     | 4–6, 2–6      |
| Перемога  | 1–1 | Вер 1996 | Будва, Югославія        | Челленджер | Ґрунт      | Давіде Скала      | 7–6, 6–1      |
| Поразка   | 1–2 | Жов 1997 | Майорка, Іспанія        | Челленджер | Ґрунт      | Алекс Лопес Морон | 4–6, 4–6      |
| Перемога  | 2–2 | Лис 1997 | Порторож, Словенія      | Челленджер | Тверде (i) | Ларс Бургсмюллер  | 1–6, 7–6, 6–0 |
| Перемога  | 3–2 | Чер 1998 | Спліт, Хорватія         | Челленджер | Ґрунт      | Аттіла Шавольт    | 7–6, 6–4      |
| Поразка   | 3–3 | Вер 1998 | Альпірсбах, Німеччина   | Челленджер | Ґрунт      | Штефан Коубек     | 6–7, 4–6      |
| Поразка   | 3–4 | Лис 1998 | Аахен, Німеччина        | Челленджер | Тверде (i) | Гендрік Дрікманн  | 6–7, 4–6      |
| Поразка   | 3–5 | Тра 1999 | Софія, Болгарія         | Челленджер | Ґрунт      | Марчелло Крака    | 6–7, 0–6      |
| Поразка   | 3–6 | Сер 1999 | Женева, Швейцарія       | Челленджер | Ґрунт      | Мішель Кратохвіл  | 0–6, 1–6      |
| Поразка   | 3–7 | Вер 1999 | Фройденштадт, Німеччина | Челленджер | Ґрунт      | Міхал Табара      | 2–6, 6–7(5–7) |
| Перемога  | 4–7 | Бер 2001 | Шербур, Франція         | Челленджер | Тверде (i) | Клеменс Тріммель  | 6–4, 3–6, 7–5 |
| Перемога  | 5–7 | Чер 2002 | Франція F11, Тулон      | Ф'ючерс    | Ґрунт      | Радослав Лукаєв   | 6–2, 0–6, 7–5 |

### Парний розряд: 9 (5–4)
| Легенда (парний розряд)  |
| ------------------------ |
| Тур ATP Челленджер (5–3) |
| ITF Ф'ючерс (0–1)        |

| Титули за покриттям |
| ------------------- |
| Тверде (0–1)        |
| Ґрунт (5–3)         |
| Трава (0–0)         |
| Килим (0–0)         |

| Результат | В-П | Дата     | Турнір                   | Рівень     | Покриття | Партнер            | Суперники                         | Рахунок                 |
| --------- | --- | -------- | ------------------------ | ---------- | -------- | ------------------ | --------------------------------- | ----------------------- |
| Поразка   | 0–1 | Сер 1996 | Стамбул, Туреччина       | Челленджер | Тверде   | Олег Огородов      | Марк Петчі Денні Сепсфорд         | 3–6, 5–7                |
| Перемога  | 1–1 | Вер 1998 | Щецин, Польща            | Челленджер | Ґрунт    | Радомир Вашек      | Массімо Ардінгі Алекс Лопес Морон | 7–6, 3–6, 6–4           |
| Перемога  | 2–1 | Лип 2000 | Ульм, Німеччина          | Челленджер | Ґрунт    | Михайло Южний      | Томас Беренд Карстен Браш         | 6–7(2–7), 7–5, 6–0      |
| Перемога  | 3–1 | Вер 2000 | Софія, Болгарія          | Челленджер | Ґрунт    | Деян Петрович      | Лубен Пампулов Радослав Лукаєв    | 6–2, 6–7(5–7), 7–6(8–6) |
| Поразка   | 3–2 | Лип 2001 | Монтобан, Франція        | Челленджер | Ґрунт    | Туомас Кетола      | Дієго дель Ріо Вадим Куценко      | 4–6, 2–6                |
| Перемога  | 4–2 | Сер 2001 | Женева, Швейцарія        | Челленджер | Ґрунт    | Дієго дель Ріо     | Фелісіано Лопес Франсіско Ройг    | 2–6, 7–6(7–0), 7–6(7–3) |
| Перемога  | 5–2 | Бер 2002 | Сан-Луїс-Потосі, Мексика | Челленджер | Ґрунт    | Дік Норман         | Ігнасіо Ірігоєн Себастьян Прієто  | w/o                     |
| Поразка   | 5–3 | Сер 2002 | Женева, Швейцарія        | Челленджер | Ґрунт    | Андрес Шнейтер     | Віктор Генеску Леонардо Ольгін    | 6–1, 4–6, 4–6           |
| Поразка   | 5–4 | Вер 2006 | Швейцарія F6, Женева     | Ф'ючерс    | Ґрунт    | Константін Стурдза | Марко Гвальді Мартін Вацек        | 4–6, 2–6                |

- w/o = Без гри

## Кубок Девіса
Орлін Станойчев дебютував за збірну Болгарії в Кубку Девіса 1991 року. Відтоді його відношення виграшів до поразок становить 9–7 в одиночному розряді 1–2 - у парному (10–9 загалом).

### Одиночний розряд (9–7)
| Розіграш                          | Раунд | Дата           | Покриття  | Суперник           | W/L | Результат                    |
| --------------------------------- | ----- | -------------- | --------- | ------------------ | --- | ---------------------------- |
| Група II зони Європа 1991         | ЧФ    | 3 травня 1991  | Килим (I) | Андерс Госет       | L   | 6–3, 1–6, 2–6, 4–6           |
| Група II зони Європа 1991         | ЧФ    | 5 травня 1991  | Килим (I) | Крістіан Рууд      | L   | 2–6, 3–6                     |
| Група II зони Європа/Африка 1992  | ЧФ    | 17 липня 1992  | Ґрунт     | Анастасіо Бавелас  | L   | 2–6, 1–6, 2–6                |
| Група II зони Європа/Африка 1992  | ЧФ    | 19 липня 1992  | Ґрунт     | Джордж Каловелоніс | W   | 6–3, 6–3                     |
| Група II зони Європа/Африка 1997I | RR    | 21 травня 1997 | Ґрунт     | Крістофер Ґатт     | W   | 6–4, 6–0                     |
| Група II зони Європа/Африка 1997I | RR    | 22 травня 1997 | Ґрунт     | Рене Буш           | W   | 6–0, 6–2                     |
| Група II зони Європа/Африка 1997I | RR    | 23 травня 1997 | Ґрунт     | Аллан Купер        | W   | 6–2, 6–1                     |
| Група II зони Європа/Африка 1997I | ПФ    | 24 травня 1997 | Ґрунт     | Юрій Горбан        | W   | 6–7(6–8), 6–4, 6–3           |
| Група II зони Європа/Африка 1997I | Ф     | 25 травня 1997 | Ґрунт     | Себастьян Грефф    | W   | 6–3, 4–6, 6–3                |
| Група II зони Європа/Африка 1998  | R1    | 1 травня 1998  | Ґрунт (I) | Мехді Тахірі       | W   | 6–2, 2–6, 6–3, 3–6, 6–2      |
| Група II зони Європа/Африка 1998  | R1    | 3 травня 1998  | Ґрунт (I) | Карім Аламі        | L   | 6–3, 3–6, 7–6(7–5), 3–6, 1–6 |
| Група II зони Європа/Африка 1998  | RPO   | 17 липня 1998  | Ґрунт     | Майк Шайдвайлер    | W   | 6–2, 6–2, 6–1                |
| Група II зони Європа/Африка 1999  | ЧФ    | 16 липня 1999  | Ґрунт     | Гергей Кішдєрдь    | L   | 6–4, 6–4, 3–6, 5–7, 3–6      |
| Група II зони Європа/Африка 1999  | ЧФ    | 18 липня 1999  | Ґрунт     | Аттіла Шавольт     | L   | 4–6, 1–6, 4–6                |
| Група II зони Європа/Африка 2000  | R1    | 28 квітня 2000 | Ґрунт     | Васіліс Мазаракіс  | W   | 6–2, 1–6, 6–3, 6–2           |
| Група II зони Європа/Африка 2000  | R1    | 30 квітня 2000 | Ґрунт     | Солон Пеппас       | L   | 1–6, 6–3, 1–6, 2–6           |

### Парний розряд (1–2)
| Розіграш                         | Раунд | Дата           | Партнер        | Покриття  | Суперники                                     | W/L | Результат                    |
| -------------------------------- | ----- | -------------- | -------------- | --------- | --------------------------------------------- | --- | ---------------------------- |
| Група II зони Європа/Африка 1998 | 1р    | 2 травня 1998  | Милен Велев    | Ґрунт (I) | Карім Аламі Мунір Аль Ааредж                  | L   | 4–6, 5–7, 2–6                |
| Група II зони Європа/Африка 1998 | RPO   | 18 липня 1998  | Милен Велев    | Ґрунт     | Адріан Ґремпрей Паскаль Шоль                  | W   | 6–3, 6–2, 6–4                |
| Група II зони Європа/Африка 2000 | 1р    | 29 квітня 2000 | Івайло Трайков | Ґрунт     | Константінос Ікономідіс Анастасіос Васіліадіс | L   | 6–3, 6–7(1–7), 4–6, 6–7(5–7) |

- RR = Коловий турнір
- RPO = Плей-оф на вибуття